# Квитка (Барский район)
Квитка (укр. Квітка) — село на Украине, находится в Барском районе Винницкой области.
Код КОАТУУ — 0520282815. Население по переписи 2001 года составляет 79 человек. Почтовый индекс — 23015. Телефонный код — 4341.
Занимает площадь 0,444 км².

## Адрес местного совета
23015, Винницкая область, Барский р-н, с.Лука-Барская, ул.Колгоспна